# Allan Rzepka
Allan Tadeusz Rzepka (ur. 3 lipca 1940 w Krakowie, zm. 4 września 2022 tamże) – polski malarz współczesny, scenograf teatralny, profesor sztuk plastycznych.

## Życiorys
Studiował na Akademii Sztuk Pięknych w Krakowie na Wydziale Malarstwa w pracowni Czesława Rzepińskiego oraz równolegle na Wydziale Scenografii pod kierunkiem Andrzeja Stopki. Dyplom ukończenia nauki otrzymał w 1963 i skupił się na tworzeniu malarstwa sztalugowego, grafiki oraz scenografii. Uczestniczył w paryskim Biennale Młodych w 1965 i 1967, otrzymał za swoje prace wyróżnienie. Był twórcą scenografii dla teatrów w Kaliszu, Bielsku-Białej i Katowicach, współpracował też w tym zakresie z wrocławskim ośrodkiem Telewizji Polskiej. Uczestniczył w spotkaniach i festiwalach teatralnych. Działalność scenograficzną zakończył wystawą zorganizowaną w 2000 w Galerii Teatralnej krakowskiego Muzeum Historycznego pt. Malarstwo w teatr uwikłane. Ukazane na niej zostały projekty scenograficzne, kostiumy oraz obrazy o tematyce teatralnej.
Allan Rzepka otrzymał tytuł profesora sztuk plastycznych 14 stycznia 1994 roku. Dzielił swój czas na pracę pedagogiczną oraz malarstwo i grafikę. Prowadził przez wiele lat Pracownię Rysunku na Wydziale Konserwacji i Restauracji Dzieł Sztuki ASP w Krakowie. Miał ok. 100 wystaw indywidualnych i ok. 160 zbiorowych w kraju i za granicą. Jego prace znajdują się m.in. w zbiorach Wawelu, Collegium Maius, Muzeum Narodowego w Krakowie oraz w kolekcjach prywatnych.
Został pochowany 9 września 2022 na Cmentarzu Podgórskim w Krakowie.